# Qatar ExxonMobil Open 2024
Qatar ExxonMobil Open 2024 byl tenisový turnaj mužů hraný na profesionálním okruhu ATP Tour v Mezinárodním tenisovém a squashovém komplexu chalífy. Třicátý druhý ročník Qatar Open probíhal mezi 19. a 24. únorem 2024 v katarském hlavním městě Dauhá na dvorcích s tvrdým povrchem Plexicushion.
Turnaj dotovaný 1 493 465 dolary patřil do kategorie ATP Tour 250. Od sezóny 2025 pak byl povýšen do úrovně ATP Tour 500. Nejvýše nasazeným singlistou se opět stal pátý tenista světa Andrej Rubljov. Ve čtvrtfinále podlehl 18letému Čechovi Jakubu Menšíkovi, který se postupem do finále stal vůbec nejmladším katarským finalistou a na okruhu prvním narozeným v roce 2005. Jako poslední přímý účastník do dvouhry nastoupil maďarský 70. hráč žebříčku Márton Fucsovics. V důsledku invaze Ruska na Ukrajinu na konci února 2022 řídící organizace tenisu ATP, WTA a ITF s grandslamy rozhodly, že ruští a běloruští tenisté mohli dále na okruzích startovat, ale do odvolání nikoli pod vlajkami Ruska a Běloruska.
Šestý singlový titul na okruhu ATP Tour i tvrdém povrchu vybojoval 27letý Karen Chačanov, jenž se posunul na 15. místo klasifikace. Čtyřhru ovládl britsko-novozélandský pár Jamie Murray a Michael Venus, jehož členové v probíhající sezóně vyhráli první zápasy a odvezli si pátou společnou trofej.

## Rozdělení bodů a finančních odměn

### Rozdělení bodů
| Soutěž  | Soutěž      | vítězové | finalisté | semifinalisté | čtvrtfinalisté | 16 v kole | 32 v kole | Q  | Q2 | Q1 |
| ------- | ----------- | -------- | --------- | ------------- | -------------- | --------- | --------- | -- | -- | -- |
| dvouhra | [ 4 ] [ 8 ] | 250      | 165       | 100           | 50             | 25        | 0         | 13 | 7  | 0  |
| čtyřhra | [ 9 ]       | 250      | 150       | 90            | 45             | 0         | —         | —  | —  | —  |

### Finanční odměny
| Soutěž                              | Soutěž      | vítězové  | finalisté | semifinalisté | čtvrtfinalisté | 16 v kole | 32 v kole | Q2      | Q1      |
| ----------------------------------- | ----------- | --------- | --------- | ------------- | -------------- | --------- | --------- | ------- | ------- |
| dvouhra                             | [ 4 ] [ 8 ] | 212 300 $ | 123 840 $ | 72 810 $      | 42 190 $       | 24 500 $  | 14 970 $  | 7 485 $ | 4 085 $ |
| čtyřhra                             | [ 9 ]       | 73 770 $  | 39 470 $  | 23 140 $      | 12 930 $       | 7 620 $   | —         | —       | —       |
| částka ve čtyřhře je uvedena na pár |             |           |           |               |                |           |           |         |         |

## Dvouhra mužů

### Nasazení
| Stát                          | Hráč                        | ATP | Nasazení |
| ----------------------------- | --------------------------- | --- | -------- |
|                               | Andrej Rubljov              | 5.  | 1.       |
|                               | Karen Chačanov              | 17. | 2.       |
| Francie                       | Ugo Humbert                 | 18. | 3.       |
| Kazachstán                    | Alexandr Bublik             | 23. | 4.       |
| Španělsko                     | Alejandro Davidovich Fokina | 24. | 5.       |
| Německo                       | Jan-Lennard Struff          | 25. | 6.       |
| Itálie                        | Lorenzo Musetti             | 26. | 7.       |
| Nizozemsko                    | Tallon Griekspoor           | 29. | 8.       |
| Žebříček ATP k 12. únoru 2024 |                             |     |          |

### Jiné formy účasti
Následující hráčí obdrželi divokou kartu do hlavní soutěže:
- Richard Gasquet
- Gaël Monfils
- Abdullah Shelbayh

Následující hráč nastoupil díky postavení v Top 250 v rámci programu Next Gen Accelerator pro tenisty do 20 let: 
- Jakub Menšík

Následující hráči postoupili z kvalifikace:
- Hugo Grenier
- Vít Kopřiva
- Alexandre Müller
- Giulio Zeppieri

Následující hráč postoupil z kvalifikace jako šťastný poražený:
- Maximilian Marterer

### Odhlášení
před zahájením turnaje
- Borna Ćorić → nahradil jej Pavel Kotov
- Tallon Griekspoor → nahradil jej  Maximilian Marterer
- Daniil Medveděv → nahradil jej  Roberto Bautista Agut
- Rafael Nadal  → nahradil jej  Botic van de Zandschulp

## Mužská čtyřhra

### Nasazení
| Stát                                                                                   | Hráč              | Stát        | Hráč                   | ATP | Nasazení |
| -------------------------------------------------------------------------------------- | ----------------- | ----------- | ---------------------- | --- | -------- |
| Spojené království                                                                     | Jamie Murray      | Nový Zéland | Michael Venus          | 41. | 1.       |
| USA                                                                                    | Nathaniel Lammons | USA         | Jackson Withrow        | 41. | 2.       |
| Francie                                                                                | Nicolas Mahut     | Francie     | Édouard Roger-Vasselin | 45. | 3.       |
| Belgie                                                                                 | Sander Gillé      | Belgie      | Joran Vliegen          | 46. | 4.       |
| Žebříček ATP k 12. únoru 2024; číslo je součtem žebříčkového postavení obou členů páru |                   |             |                        |     |          |

### Jiné formy účasti
Následující páry obdržely divokou kartu do hlavní soutěže:
- Roberto Bautista Agut /  Mubarak Shannan Zayid
- Skander Mansouri /  Rashed Nawaf

Následující pár nastoupil z pozice náhradníka: 
- Andreas Mies /  John-Patrick Smith

### Odhlášení
před zahájením turnaje
- Alexandr Bublik /  Botic van de Zandschulp → nahradili je  Andreas Mies /  John-Patrick Smith

## Přehled finále

### Mužská dvouhra
- Karen Chačanov vs.   Jakub Menšík, 7–6(14–12), 6–4

### Mužská čtyřhra
- Jamie Murray /  Michael Venus vs.  Lorenzo Musetti /  Lorenzo Sonego, 7–6(7–0), 2–6, [10–8]